# La Raza (Mexibús)
La Raza es una de las 30 estaciones de servicio y Terminal de la Línea 4 del Mexibús, esta se ubica en la Alcaldía Gustavo A. Madero, Ciudad de México.
Esta estación cuenta con acceso/ descenso del servicio Ordinario y solo descenso del servicio exprés.

## Historia
La línea 4 tiene 31 kilómetros en el recorrido desde el fraccionamiento "Los Héroes Tecámac", en el municipio de Tecámac, Estado de México al CETRAM La Raza, en la Alcaldía Gustavo A. Madero, Ciudad de México circulando por la Avenida de los Insurgentes, Autopista México-Pachuca, Vía Morelos, Avenida Nacional y Vialidad Mexiquense; y para brindar el servicio cuenta con 30 estaciones y 71 autobuses.
Al igual que la línea I del Mexibús, se tiene contemplada una ampliación al Aeropuerto Internacional Felipe Ángeles.

## Información general
El ícono de la estación representa la pirámide conocida como Monumento a la Raza. En la avenida de los Insurgentes Norte esquina con calzada Vallejo hay un monumento dedicado a la raza azteca.
El proyecto arquitectónico es del ingeniero Francisco Borbolla; la realización, así como los dos grupos escultóricos corresponden al arquitecto Luis Lelo de Larrea. El monumento se concluyó en 1940. Su construcción es de tipo pirámide precolombina: nos muestra en la parte inferior de sus lados derecho e izquierdo, a grupos escultóricos que representan al grupo defensa de Tenochtitlan y grupo Fundación de México; en la parte superior del monumento, en cada uno de sus frentes, hay un relieve en bronce con inscripciones: Itzcoatl, rey de México; Netzahualcoyotl, rey de Texcoco; Totoquihuatzin, rey de Tlacopan y la figura de Cuauhtémoc. Remata con una majestuosa águila que en un principio se destinó al Palacio Legislativo.

## Conectividad
Existen conexiones con las estaciones y paradas de diversos sistemas de transporte:
- Línea 3 y Línea 5 del Metro de la Ciudad de México.
- Línea 1 y Línea 3 del Metrobús de la Ciudad de México.
- CETRAM La Raza

## Sitios de interés
- Monumento a La Raza.
- Centro Médico Nacional La Raza
- Mercado de Peces y Mascotas Alfredo Robles Domínguez.
- Plaza Portal Vallejo.
- Iglesia La Luz del Mundo.
- Parroquia Nuestra Señora Del Consuelo.
- Librería Liceo.
- Berea Internacional.